# Famagusta (district)

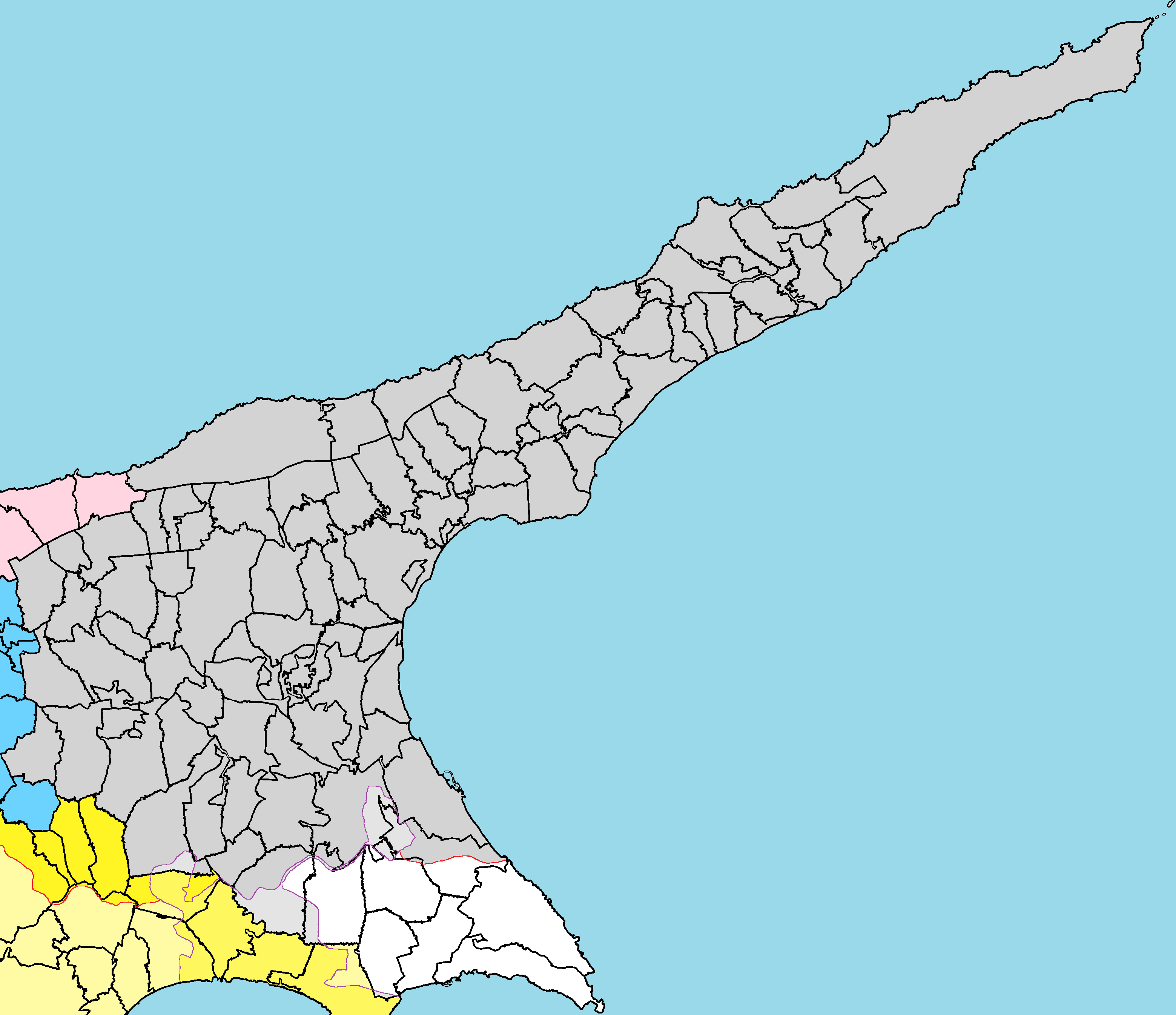
Het district Famagusta is verdeeld in gemeenten

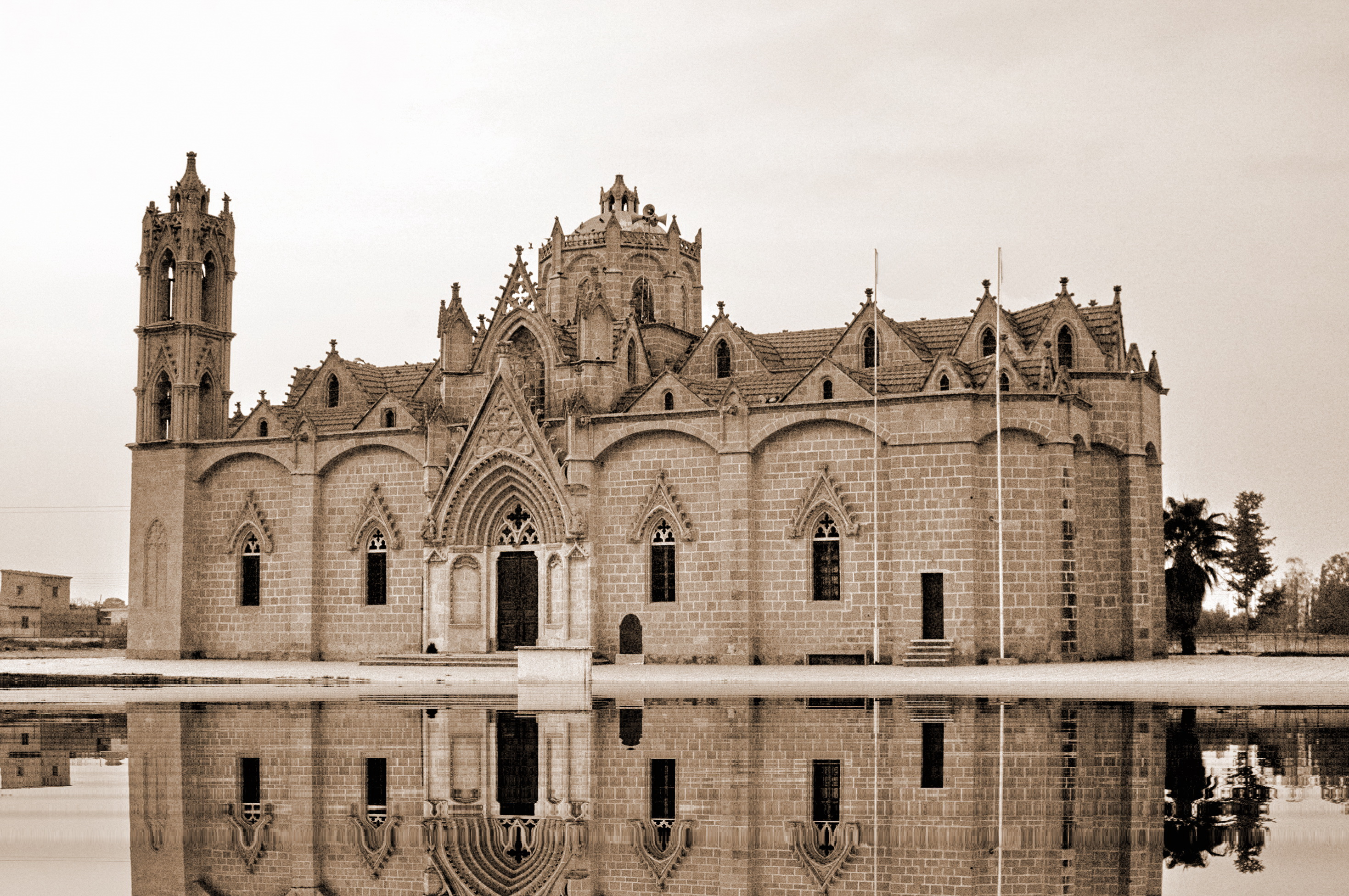
Orthodoxe kerk in het dorp Lisi

Het district Famagusta (Grieks: Επαρχία Αμμόχωστου) is een van de zes districten van Cyprus. De hoofdstad was Famagusta, de belangrijkste havenstad van het land. Het grootste deel van het grondgebied van het oorspronkelijke district valt sinds 1974 onder de alleen door Turkije erkende Turkse Republiek van Noord-Cyprus. Tegenwoordig heeft het district de naam Gazimağusa.
Het grootste deel van het district, inclusief de hoofdstad, wordt de facto gecontroleerd door Noord-Cyprus, slechts een klein gebied in het zuiden wordt beheerd door de Republiek Cyprus. Dit zuidelijke deel van het district heeft 46.629 inwoners. Het noordelijke deel van het district Famagusta komt overeen met de districten Gazimağusa en İskele.
Vanwege de kleine omvang treedt het districtsbestuur ook op als vertegenwoordiger van de ontheemde bewoners van het de facto gebied.
Er was een bevolking van 37.738 mensen in 2001, 44.800 in 2009 en 46.452 in 2011. Hiervan 37.016 mensen. - Grieken (79,7%).
De hoogste temperatuur op Cyprus werd gemeten in de stad Lefkoniko in de regio Famagusta, om precies te zijn, 46,6 graden Celsius, 1 augustus 2010.

## Gemeenten
Volgens de Statistische Dienst van Cyprus bestaat district Famagusta uit 90 gemeenten en 8 steden. De steden zijn vetgedrukt.
- Acheritou
- Achna
- Afania
- Agia Trias
- Agios Andronikos (Topçuköy)
- Agios Andronikos
- Agios Chariton
- Agios Efstathios
- Agios Georgios
- Agios Iakovos
- Agios Ilias
- Agios Nikolaos
- Agios Sergios
- Agios Symeon
- Agios Theodoros
- Akanthou
- Aloda
- Angastina
- Ardana
- Arnadi
- Artemi
- Asha
- Avgolida
- Avgorou
- Ayia Napa
- Bogazi
- Davlos
- Deryneia
- Enkomi
- Eptakomi
- Famagusta
- Flamoudi
- Frenaros
- Gaidouras
- Galateia
- Galinoporni
- Gastria
- Genagra
- Gerani
- Gialousa
- Goufes
- Gypsou
- Kalopsida
- Knodara
- Koilanemos
- Koma tou Gialou
- Komi Kebir
- Kontea
- Kornokipos
- Koroveia
- Kouklia
- Krideia
- Lapathos
- Lefkoniko
- Leonarisso
- Limnia
- Liopetri
- Livadia
- Lysi
- Lythrangomi
- Makrasyka
- Mandres
- Maratha
- Marathovounos
- Melanagra
- Melounta
- Milia
- Monarga
- Mousoulita
- Neta
- Ovgoros
- Paralimni
- Patriki
- Peristerona
- Perivolia
- Pigi
- Platani
- Platanissos
- Prastio
- Psyllatos
- Pyrga
- Rizokarpaso
- Santalaris
- Sinta
- Sotira
- Spathariko
- Strongylos
- Stylloi
- Sygkrasi
- Tavros
- Trikomo
- Trypimeni
- Tziaos
- Vasili
- Vathylakas
- Vatili
- Vitsada
- Vokolida

Famagusta · Kyrenia · Larnaca · Limasol · Nicosia · Paphos